# Natalja Prikazczikowa
Natalja Wiktorowna Prikazczikowa (ros. Наталья Викторовна Приказчикова, ur. w 1968 w Engels) – radziecka biathlonistka, trzykrotna medalistka mistrzostw świata.

## Kariera
Największe sukcesy w karierze osiągała podczas mistrzostw świata w Feistritz w 1989 roku. Wspólnie ze Swietłaną Dawydową i Jeleną Gołowiną zdobyła złoty medal w sztafecie, a razem z Gołowiną, Dawydową i Łuizą Czerepanową najlepsza była również w biegu drużynowym. Na tych samych mistrzostwach zajęła też trzecie miejsce w sprincie, ulegając jedynie Anne Elvebakk z Norwegii i Cwetanie Krystewej z Bułgarii.
W zawodach Pucharu Świata zadebiutowała 15 grudnia 1988 roku w Les Saisies, zajmując dwunaste miejsce w biegu indywidualnym. Tym samym już w debiucie zdobyła pierwsze punkty. Pierwszy raz na podium zawodów pucharowych stanęła dwa dni później w tej samej miejscowości, kończąc rywalizację w sprincie na drugiej pozycji. Rozdzieliła tam dwie reprezentantki Bułgarii: Nadeżdę Aleksiewą i Cwetanę Krystewą. W kolejnych startach jeszcze pięć razy stawała na podium zawodów tego cyklu, odnosząc jedno zwycięstwo: 11 marca 1989 roku w Östersund zwyciężyła w sprincie. Najlepsze wyniki osiągnęła w sezonie 1988/1989, kiedy zajęła drugie miejsce w klasyfikacji generalnej, przegrywając tylko z Gołowiną.

## Osiągnięcia

### Mistrzostwa świata
| Rok  | Miejscowość | Konkurencje | Konkurencje | Konkurencje | Konkurencje | Konkurencje | Konkurencje | Konkurencje |
| Rok  | Miejscowość | IN          | SP          | PU          | MS          | RL          | MR          | SR          |
| ---- | ----------- | ----------- | ----------- | ----------- | ----------- | ----------- | ----------- | ----------- |
| 1989 | Feistritz   | –           | 3.          | nd.         | nd.         | 1.          | nd.         | –           |

### Puchar Świata

#### Miejsca w klasyfikacji generalnej
| Sezon     | Miejsce |
| --------- | ------- |
| 1988/1989 | 2.      |
| 1990/1991 | -       |

#### Miejsca na podium w zawodach chronologicznie
| Lp. | Dzień       | Rok  | Miejscowość | Konkurencja                | Lokata | Pudła   | Czas biegu | Strata | Zwycięzca         |
| --- | ----------- | ---- | ----------- | -------------------------- | ------ | ------- | ---------- | ------ | ----------------- |
| 1.  | 15 grudnia  | 1988 | Les Saisies | Sprint na 7,5 km           | 2.     | 1+1     | 30:06,8    | +19,7  | Nadeżda Aleksiewa |
| 2.  | 26 stycznia | 1989 | Ruhpolding  | Bieg indywidualny na 15 km | 2.     | 1+1+0+1 | 51:48,0    | +34,0  | Martina Stede     |
| 3.  | 11 lutego   | 1989 | Feistritz   | Sprint na 7,5 km           | 3.     | 2+1     | 27:12,3    | +12,5  | Anne Elvebakk     |
| 4.  | 2 marca     | 1989 | Hämeenlinna | Bieg indywidualny na 15 km | 3.     | 2+1+0+2 | 1:05:53,8  | +29,0  | Jelena Gołowina   |
| 5.  | 4 marca     | 1989 | Hämeenlinna | Sprint na 7,5 km           | 2.     | 0+2     | 33:16,8    | +15,1  | Jelena Gołowina   |
| 6.  | 11 marca    | 1989 | Östersund   | Sprint na 7,5 km           | 1.     | 0+1     | 22:35,0    | –      | –                 |